# Шломо Бен-Амі
Шломо Бен-Амі (івр. שלמה בן עמי), (1943), державний і громадсько-політичний діяч Ізраїлю. Дипломат.

## Біографія
Народився 17 липня 1943 року в Марокко. Доктор історії Тель-Авівського університету та Оксфордського університету.
З 1987 по 1991 — Надзвичайний і Повноважний Посол Ізраїлю в Мадриді Іспанія.
У 1996 — обраний депутатом Кнесету в списку партії «Авода», член ряду парламентських комісій.
У 1999 — обраний депутатом Кнесету в списку партії «Єдиний Ізраїль».
З 1999 по 2000 — міністр внутрішньої безпеки Ізраїлю.
З 2000 по 2001 — міністр закордонних справ Ізраїлю.
З 2001 — займається науковою діяльністю.